# New York Botanical Garden

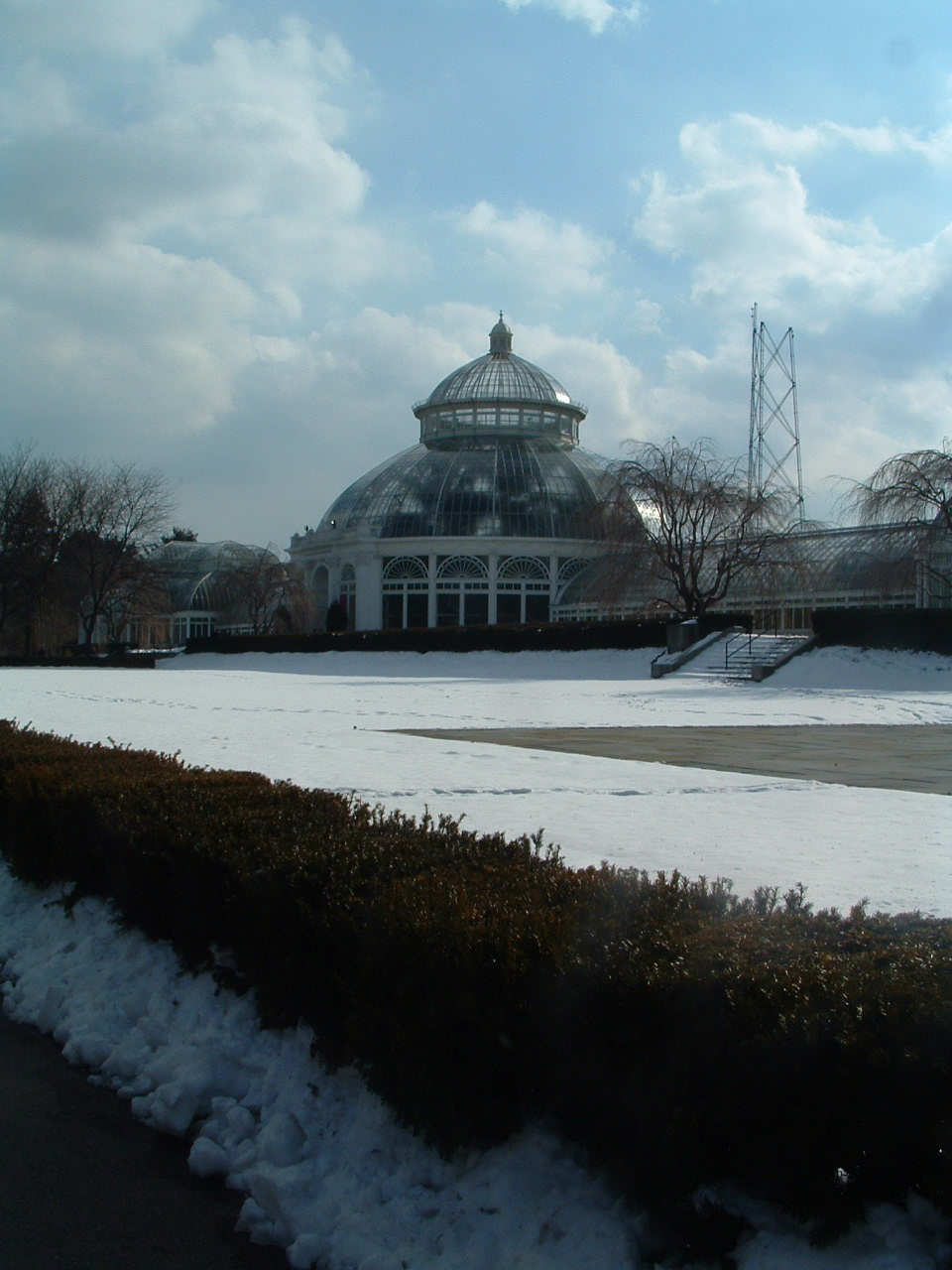
New York Botanical Garden: Das Enid A. Haupt Conservatory im Winter.

Der New York Botanical Garden ist ein botanischer Garten in der Bronx, dem nördlichsten Stadtbezirk von New York City. Er zählt zu den größten botanischen Gärten in den Vereinigten Staaten. Der Garten umfasst eine Fläche von 100 Hektar und liegt im Bronx Park. Er beherbergt einige der weltweit führenden Pflanzenlaboratorien.
Der New York Botanical Garden wurde 1891 durch die Aktivitäten des Staten Island Institute of Arts & Sciences gegründet, deren Gründungsmitglied Nathaniel Lord Britton wurde dann der erste Direktor des Botanical Garden.
Zu den Sehenswürdigkeiten zählt ein 16 Hektar großer Baumbestand (The NYBG Forest) des ursprünglichen Waldes mit Eichen, Birken, Hemlocktannen und anderen Bäumen, die nicht gefällt werden und so einen urwaldnahen Zustand erreichen sollen. Einige Bäume sind etwa 300 Jahre alt und bis zu 36 Meter hoch. Mitten in der Stadt haben die Pflanzen jedoch sehr mit Luftverschmutzung, Schwermetallbelastung und Schädlingen (z. B. der aus Japan stammenden Tannenlaus) zu kämpfen.
In der Mitte des Botanischen Gartens wird das Waldgebiet vom Bronx River durchzogen, der durch einen Canyon fließt und Wasserfälle bildet. Weiter sind ein Japanischer Steingarten, eine 15 Hektar große Koniferensammlung und ein aus den 1890er Jahren stammendes Gewächshaus von Lord und Burnham zu sehen.
Auf einem Poesiepfad im Botanischen Garten werden Werke der amerikanischen Lyrikerin Edna St. Vincent Millay vorgestellt.
Seit 1931 erscheint die Publikation Brittonia. Am 28. Mai 1967 erhielt der botanische Garten den Status eines National Historic Landmarks. Am gleichen Tag wurde er als Historic District in das National Register of Historic Places eingetragen.
Der New York Botanical Garden bietet Forschungsmöglichkeiten; er besitzt eine Bibliothek mit etwa 50.000 Bänden sowie ein Herbarium, das William and Lynda Steere Herbarium, in dem über 7 Millionen Präparate archiviert sind. Das Pfizer Plant Research Laboratory wurde 2006 mit Gründungsmitteln der National Oceanic and Atmospheric Administration, des Bundesstaates New York und der Stadt New York City errichtet; es ist nach seinem größten privaten Gründer benannt. Forschungsschwerpunkt dieses Laboratoriums ist die Pflanzengenetik.
Ein bedeutender Förderer in den Anfangsjahren des Botanischen Gartens war der Industrielle und Philanthrop Murray Guggenheim.

## Leiter
- Nathaniel Lord Britton, 1895–1929
- Elmer Drew Merrill, 1930–1935
- Marshall Avery Howe, 1935–1936
- Gregory Long, 1989–2018